# Bùi Công Ái
Bùi Công Ái (1928 - 1994) là một tướng lĩnh Quân đội nhân dân Việt Nam. quân hàm Trung tướng. Nguyên Tư lệnh Quân đoàn 2, nguyên Phó Viện trưởng Viện Lịch sử Quân sự, Quân đội nhân dân Việt Nam. Quê quán: Đông Đình, Đồng Hới, tỉnh Quảng Bình.

## Quá trình công tác
- 1975-1983, Tham mưu trưởng Quân đoàn 2, Quân đội nhân dân Việt Nam [1].
- 1983-1988, Thiếu tướng, Tư lệnh Quân đoàn 2.
- 1988-1994, Trung tướng, Phó Viện trưởng Viện Lịch sử Quân sự, Quân đội nhân dân Việt Nam [2][3][4]

## Phần thưởng cao quý
- Huân chương Độc lập hạng Hai
- Huân chương Quân công hạng Nhất
- Huân chương Chiến thắng hạng Nhì
- Huân chương Kháng chiến hạng Nhất
- Huân chương Khánh chiến chống Mỹ hạng Nhất

## Tác phẩm
1. Quảng Trị 1972 / Bùi Công Ái. - Quảng Trị: Sở VH - TT Quảng trị, 1998. - 141tr. 355V(09)22+9(V)2/T 17963
2. Nhớ lại chiến dịch Quảng Trị / Bùi Công Ái// Tạp chí Lịch sử quân sự, 1992.- Số 5.- tr. 14 355(V)(09)22 /T 143